# Stazione di Daidō
La stazione di Daidō (大道?, Daidō-eki) è una stazione ferroviaria situata nella città di Hōfu, nella prefettura di Yamaguchi in Giappone. Si trova lungo la linea principale Sanyō della JR West.

## Linee e servizi
JR West
■ Linea principale Sanyō

## Caratteristiche
La stazione è dotata di un marciapiede a isola e uno laterale con tre binari in superficie, di cui solo due utilizzati dai servizi regolari. Il fabbricato viaggiatori è posto sopra il piano del ferro.
| 1 | ■ Linea principale Sanyō | per Hōfu e Tokuyama              |
| 2 | Binario di servizio      | Binario di servizio              |
| 3 | ■ Linea principale Sanyō | per Shin-Yamaguchi e Shimonoseki |

## Stazioni adiacenti
| «                      | Servizio               | »                      |
| Linea principale Sanyō | Linea principale Sanyō | Linea principale Sanyō |
| ---------------------- | ---------------------- | ---------------------- |
| Hōfu                   | -                      | Yotsutsuji             |